# Cryptolabis (Cryptolabis) pallidivena
Cryptolabis (Cryptolabis) pallidivena is een tweevleugelige uit de familie steltmuggen (Limoniidae). De soort komt voor in het Neotropisch gebied.